# 段兴祥
段兴祥（1953年—），云南腾冲人，汉族，中华人民共和国政治人物、第十一届全国人民代表大会云南地区代表。
毕业于云南省委党校经济管理专业，是中共党员。担任云南省农业厅厅长。2008年起担任全国人大代表。